# Baldur’s Gate II: Throne of Bhaal
A Baldur's Gate II: Throne of Bhaal egy kiegészítő csomag a "Baldur's Gate II: Shadows of Amn" című számítógépes szerepjátékhoz, melyet a BioWare fejlesztett és az Interplay Entertainment adott ki 2001-ben. Egyjátékos módja folytatja az előző részekben elkezdett történetet és lezárja azt, emellett tartalmaz egy új, Watcher's Keep nevű többszintes labirintust. Emellett tartalmaz néhány új fegyvert, megemelték a szintlépés felső határát, kisebb javításokat végeztek a grafikus motoron, és az egyes karakterosztályok is kaptak újabb képességeket. Drew Karpyshyn írta meg a történet regényváltozatát, mely ugyancsak 2001-ben jelent meg. 2013-ban a "Baldur's Gate II: Enhanced Edition" részeként feljavított grafikával és a modern rendszerekkel való teljes kompatibilitással újra megjelent.

## Játékmenet
A játék egy kiegészítő, azaz indításához szükség van az eredeti Baldur's Gate II-re. Hasonlóan az előző epizódokhoz, egy legfeljebb hat karakterből álló csapatot irányíthatunk, benne a hősünkkel, akit a játék elején magunk generálhatunk le. Lehetőségünk van arra is, hogy az előző két epizódból továbbhozzuk karakterünket.
A legfontosabb újdonságok között vannak az új helyszínek. Ez az epizód is az Advanced Dungeons & Dragons második kiadásának szabályrendszere szerint működik, annak világában. Új holmik, új helyszínek, és 40-es szintkorlát mellett a legjelentősebb újdonság a Watcher's Keep, amely elérhető az egyjátékos történetben, illetve a Baldur's Gate II-ből is. Az alapjáték valamennyi nemjátékos karaktere elérhető benne, egy kivétellel: Yoshimo nem vehető fel a csapatunkba (hiszen ő a történet szerint elárulta karakterünket és meghalt), ellenben az első rész főgonosza, Sarevok feltámasztható, és a csapatunk tagja lehet. Egy új mágusosztály, a vad mágus (Wild Mage) is elérhető.

## Cselekmény
Háború tör ki Tethyrben Bhaal ivadékai közt. Főhősünknek el kell jutnia különféle régiókba, köztük Saradush városába, amit épp tűzóriások ostromolnak, egy erődítménybe, és egy kolostorba. Ennek során le kell győznünk Bhaal öt legerősebb ivadékát, az Ötöket. Kalandjaink során alkalmanként visszatérhetünk az úgynevezett Zsebsíkra: ezen a helyen több próbatételt kell kiállnunk, ha eljön az ideje.
Ahogy a történet előrehalad, az Ötök végeznek valamennyi testvérükkel, hiába próbálja őket Melissan, egy saradushi nő, biztonságba helyezni. Ám amikor legyőzzük az Ötöket, a történet váratlan fordulatot vesz: Melissan igazából nem más, mint Amelyssan, a Feketeszívű, aki az Ötök valamint a Bhaal-ivadékok lemészárlása mögött állt kezdettől fogva. Valamikor ő volt Bhaal főpapnője, aki rábízta a feltámasztásának folyamatát. Azonban neki ez esze ágában sincs, hanem a helyébe lépve ő szeretne lenni a Gyilkolás Istennője.
A végső küzdelmet vele kell megvívnunk, ám ekkor rögtön választás elé is kerülünk: léphetünk magunk is Bhaal trónjára, de el is pusztíthatjuk azt, hogy halandóként éljük tovább békés életünket. Ha fellépünk a trónra, akkor is választhatunk aközött, hogy az új gyilkolás istene szeretnénk lenni, vagy a jónak és az igazságosságnak szenteljük képességeinket.

## Öröksége
Befejezését követően a Black Isle Studios már 2001-ben elkezdte a "Baldur's Gate III: The Black Hound" fejlesztését, Jefferson munkacímen. A vadonatúj, háromdimenziós grafikus motorral készülő játék végül sosem jelent meg, mert az Interplay 2003 decemberében bezárta a fejlesztőstúdiót, így a Fallout 3-mal együtt ez a játék is törlésre került. 2023-ban a Larian Studios gondozásában jelent végül meg a "Baldur's Gate III".